# Vrhovine
Vrhovine ist ein Dorf und eine Gemeinde in der Gespanschaft Lika-Senj in Kroatien. Die Einwohnerzahl der Gemeinde beträgt 653 (Volkszählung 2021), von denen 47,63 % Serben und 33,23 % Kroaten sind. 

## Ortschaften in der Gemeinde
- Donji Babin Potok
- Gornje Vrhovine
- Gornji Babin Potok
- Rudopolje
- Turjanski
- Vrhovine
- Zalužnica

## Persönlichkeiten
- Silvije Strahimir Kranjčević (1865–1908), Schriftsteller, lebte in Vrhovine und die Grundschule ist nach ihm benannt
- Momčilo Popović, Partisan, geboren in Zalužnica (posthum der Titel „Volksheld Jugoslawiens“)
- Alexander Pupovac (1866–1918), österreichischer Hof- und Gerichtsadvokat und Politiker

## Verkehr
Der Schienenverkehr auf der Lika-Bahn hat in Vrhovine keine große Bedeutung. Täglich verkehren zwei Regionalzugpaare nach Ogulin, außerdem halten ein, im Sommer zwei Schnellzugpaare zwischen Zagreb und Split.

## Belege
1. ↑  http://www.hznet.hr/lgs.axd?t=16&id=7459 , S. 214ff.